# Mycetophila fernandezi
Mycetophila fernandezi är en tvåvingeart som beskrevs av Duret 1981. Mycetophila fernandezi ingår i släktet Mycetophila och familjen svampmyggor. Inga underarter finns listade i Catalogue of Life.